# ヘザー・ライアン
ヘザー・ライアン（Heather Ryan、ケンタッキー州ニューポート出身、1947年3月18日 - ）は、米PLAYBOY誌1967年7月号のプレイメイトとなったアメリカ合衆国のモデル。彼女の中央見開き折込ページ（センターフォールド）は、ウィリアム・フィッゲ (William  Figge) とエド・デロング (Ed DeLong) によって撮影された。

## 人物
ヘザーはケンタッキー、オハイオ、フロリダ、カリフォルニアで育った。撮影の時点では、経営学を学ぶグレンデール短期大学の1年生で、カリフォルニア大学ロサンゼルス校に転校する計画をたてていた。
現在ヘザーは野生生物学者となっている。女性だけのために立案された自然探訪旅行を引率し、副業に剥製の製作も行なっている。